# Districtul Nikhom Nam Un
Nikhom Nam Un (în thailandeză นิคมน้ำอูน) este un district (Amphoe) din provincia Sakon Nakhon, Thailanda, cu o populație de 13.696 de locuitori și o suprafață de 162,0 km².

## Componență
Districtul este subdivizat în 4 subdistricte (tambon), care sunt subdivizate în 32 de sate (muban).
| Nr. | Nume          | În thailandeză | Sate | Locuitori |  |
| --- | ------------- | -------------- | ---- | --------- |  |
| 1.  | Nikhom Nam Un | นิคมน้ำอูน        | 10   | 4,793     |  |
| 2.  | Nong Pling    | หนองปลิง        | 8    | 3,457     |  |
| 3.  | Nong Bua      | หนองบัว         | 7    | 1,691     |  |
| 4.  | Suwannakham   | สุวรรณคาม       | 7    | 3,755     |  |